# Cephalotripsy
A Cephalotripsy amerikai death metal együttes. 2003-ban alakultak a kaliforniai San Diegóban.
Első stúdióalbumuk 2007-ben került piacra. 2008-ban már turnéztak is, olyan zenekarokkal, mint a Dying Fetus vagy a Circle of Dead Children. Mély hörgésük és extrém gyors zenélésük miatt a "slamming death metal" al-műfaj képviselői közé tartoznak.
A Cephalotripsy 2012-ben feloszlott, de 2017-ben újból összeállt. A slam death metal műfaj jelentős képviselői közé tartoznak.
2024-ben megjelent a második stúdióalbumuk.

## Tagok
- Andres Guzman - gitár
- Angel Ochoa - ének
- Forrest Stedt - dobok

## Korábbi tagok
- Nick Ochs - gitár
- Kyle Heart - dob
- Mark Candelas - basszusgitár
- Wes Kell - gitár
- Kenny Huffman - gitár
- Carlos Hernandez - basszusgitár
- Rah Davis - basszusgitár

## Diszkográfia
- Demo 2006
- Promo 2007
- Promo 2011
- Uterovaginal Insertion of Extirpated Anomalies (nagylemez, 2007)
- Membro Cephalic Symbiosis (split lemez a Membro Genitali Befurcatorral, 2012)
- Neurogenetic Epigenesis (nagylemez, 2024)